# Zah1de
Zah1de (* 6. Juni 2010; bürgerlich Zahide Kayaci) ist eine deutsche Rapperin und TikTokerin mit türkischen Wurzeln.

## Karriere
Im Jahr 2023 begann Zah1de, Tanzvideos auf TikTok zu veröffentlichen. Sie ist Mitglied der Berliner Tanzschule Lunatix und tritt mit deren Crew in ihren TikTok-Videos auf. Ende 2024 unterzeichnete sie einen Vertrag mit Universal Music und veröffentlichte im Alter von 14 Jahren ihre Debütsingle TikTok Sportlich. Im Januar 2025 folgte die Single Ballert auf lautlos, die innerhalb von zehn Tagen über 2,5 Millionen Aufrufe auf YouTube erzielte und die Spitze der YouTube-Trends erreichte. Die Single erreichte Platz 38 der deutschen Charts. Im nächsten Monat kam Zah1des dritte Single Mona Lisa Motion heraus, die es auf Platz neun der deutschen Charts schaffte. Anfang April 2025 erschien ein Mashup aus Mona Lisa Motion und Cros Einmal um die Welt, danach avancierte Mona Lisa Motion zum Top-10-Erfolg in Deutschland.
Im Juli 2025 hat sie 8,5 Millionen Follower auf TikTok. Auf Instagram hat sie 657.000 Follower.

## Diskografie
- 2024: TikTok Sportlich
- 2025: Ballert auf Lautlos
- 2025: Mona Lisa Motion
- 2025: Zahide Did It Better
- 2025: Kotti d’Azur